# Сеникация
Сеникация от лат. senium (старение) — метод искусственного ускорения созревания и старения организма сельскохозяйственного растения. Заключается в опрыскивании растений за некоторое время до уборки урожая биологически активными смесями, усиливающими отток питательных веществ из вегетативных органов растения в зерно или клубень. В СССР сеникация была разработана сотрудниками Центрального сибирского ботанического сада СО АН СССР в 1960-х годах. В 1966 году на неё получено авторское свидетельство. После тщательной проверки, сеникация пшеницы, овса, ячменя и картофеля была рекомендована к использованию в сельскохозяйственном производстве. Сеникация приводит к ускорению созревания, повышению урожайности и качества сельскохозяйственной продукции.
Сеникация может использоваться и при возделывании других сельскохозяйственных культур, например риса, сои, при выращивании корнеплодных культур на семена и т. д.